# Batis
Batisは2013年からカール・ツァイスが35mm判ミラーレスカメラ用オートフォーカスレンズに使用しているレンズブランドである。名称はラテン語で被子植物のバティス目に由来する。

## 製品
- Batis2/25 - 25mmF2。逆望遠型で非球面レンズと異常分散レンズと非球面異常分散レンズを含む8群10枚。近距離補正機構で最短撮影距離0.2m。アタッチメントはφ67mmP=0.75mmねじ込み。Eマウント。
- Batis1.8/85 - 85mmF1.8。ゾナー型で異常分散レンズを含む8群11枚。近距離補正機構で最短撮影距離0.8m。アタッチメントはφ67mmP=0.75mmねじ込み。Eマウント。